# Mårtenskolan
Mårtenskolan är en enparallelig F-6 grundskola med ungefär 250 elever belägen i Lunds stadsdel Mårtens fälad varifrån den fått sitt namn. Den byggdes på 1960-talet. Mårtenskolan har åtta heltidsanställda lärare per 100 elever.  2012 gick det 13 elever per lärare. Mårtenskolan  tillhör Skolområde Tuna. Elever från Mårtenskolan utgör ungefär en tredjedel av högstadieeleverna på  Tunaskolan. Från årskurs tre har Mårtenskolans elever slöjd, musik och andra specialämnen på  Tunaskolan.
Mårtenskolan låg till och med sommaren 2014 i Sommarlovsparken som användes i undervisning och lek. Nu bedrivs undervisningen i paviljonger några hundra meter norr om ursprunglig plats. Den 9 oktober 2015 firade skolan 50-årsjubileum. 
Lunds kommun planerar att stänga skolan efter vårterminen 2026. Detta beror på minskande antal elever och berör även Oskarskolan och Apelskolan. 

## Historik

### Bakgrund
Beslut om att bygga Mårtenskolan togs den 19 juni 1964 då Kungl. Maj:t tilldelade Lunds stad 91 000 kronor för "uppförande å Mårtens fälad av en provisorisk skolbyggnad för lågstadiet". Mårtenskolan byggdes på 60-talet, ursprungligen avsedd för ungefär 150 elever, och var då tänkt som en tillfällig lösning på området. Skolan blev ändå uppfräschad. Skolan gick från att vara den ”lilla skolan” med ca 90 elever till att vara en
”full enparallelig” skola med ca 150 elever (25*6). Mårtenskolan har bibehållit åldershomogena klasser, när andra skolor i området, som Östratornskolan och Flygelskolan, under 1980- och 1990-tal har använt sig av åldersblandad undervisning.

### Tillfälliga lokaler och återuppbyggnad
Mårtenskolan har varit rivningshotad flera gånger, bland annat år 2010. Våren 2014 stod det dock klart att den Mårtenskolan skulle bedriva sin verksamhet i ursprungliga lokaler till och med sommaren 2014.  Sedan hösten 2014 bedriver Mårtenskolan sin verksamhet i tillfälliga lokaler ett par hundra meter norr om ursprunglig plats. Under 2014 diskuterades vem som tar beslut om att Mårtenskolan ska rivas.  Sedan 2014 finns oro för skolans framtid. En återuppbyggnad är dock planerad.   Det pågår diskussioner kring hur stor den nya Mårtenskolan ska bli. Två alternativ som diskuteras är enparallelliga alternativ, med plats för 210 eller 250 elever. Ett tvåparallellig alternativ som  diskuteras är en skola som ska få plats för 350 elever. Mårtenskolan kommer, efter en trolig nybyggnation, bli en F-6-skola. 

### Skolgård
På ursprungliga skolgården står en lind, vilket även är skolans symbol. På gamla skolgården finns ett antal stolpar, som sattes upp 2007, som utgjorde grunden i en experimentverkstad runt olika energislag som vattenkraft, vindkraft, solenergi och muskelkraft. Nu ligger skolpaviljonger och skolgård några hundra meter norr gamla skolan, strax söder om Hardebergaspåret. Infart till skolan med cykel sker via Hardebergaspåret.

## Verksamhet

### Skolområdets vision
Mårtenskolan tillhör skolområde Tuna. Skolområde Tunas vision är:  "Vi på skolområde Tuna arbetar för lusten att lära genom gemenskap och kunskap. Vårt fokus är att veta vad vi gör och varför."  

### Pedagogiker/lärometodiker
En, av många, pedagogiker/lärometodiker som används är: Att skriva sig till läsning (ASL).

### Miljöprojekt
Mårtenskolan, tillsammans med Östratornskolan och Flygelskolan, var 1994–1997 med i ett miljöprojekt, vilket ledde till att skolan tidigt, 1997, fick hissa Grön Flagg. Grön Flagg har funnits sedan 1996.  I Per Wickenbergs avhandling framgår att 80 procent av eleverna 1997 kände att de hade "mycket, till ganska stort"  inflytande över miljöfrågorna (genomsnittligt värde för andra skolor i Lund: 30 procent).

### Skolresultat
Av Skolverkets statistik framgår att hundra procent av eleverna i årskurs 3 når kravnivån i nationella ämnesproven i matematik och svenska. 

## Utmärkelser
Den 24 januari 2015 kom två av  Tunaskolans elever, Björn Magnusson och Hugo Eberhard, etta respektive delad tvåa i den 27:e omgången av Högstadiets Matematiktävling. Björn Magnusson har gått på Mårtenskolan innan  Tunaskolan (från F-klass till årskurs fem). Tävlingen är en nationell högstadietävling vars upplägg liknar Skolornas matematiktävling.  I tävlingen tog Björn Magnusson hem samtliga 42 möjliga poäng. Björn Magnusson deltog även i Skolornas matematiktävling under hösten 2014. Han placerade sig på en imponerande 13:e plats av 25 finalister. Björn, tillsammans med Hugo Eberhard var de enda högstadieeleverna som deltog i finalen det året. Björn Magnusson deltog och vann även länsfinalen av 2015 års matematiktävling Pythagoras Quest. I  Tunaskolans lag ingick Björn Magnusson, Tom Hagander och Hugo Eberhard. En trio som hade alla rätt, 35 av 35 möjliga. Även i 2014 års länsfinal av Pythagoras Quest var Björn Magnusson med i det vinnande laget. 2011 var Mårtenskolan i kvartsfinal i Vi i Femman. 2016 kom Mårtenskolan till regionfinal i Vi i Femman.  

## Bildgalleri

Bilder Mårtenskolan
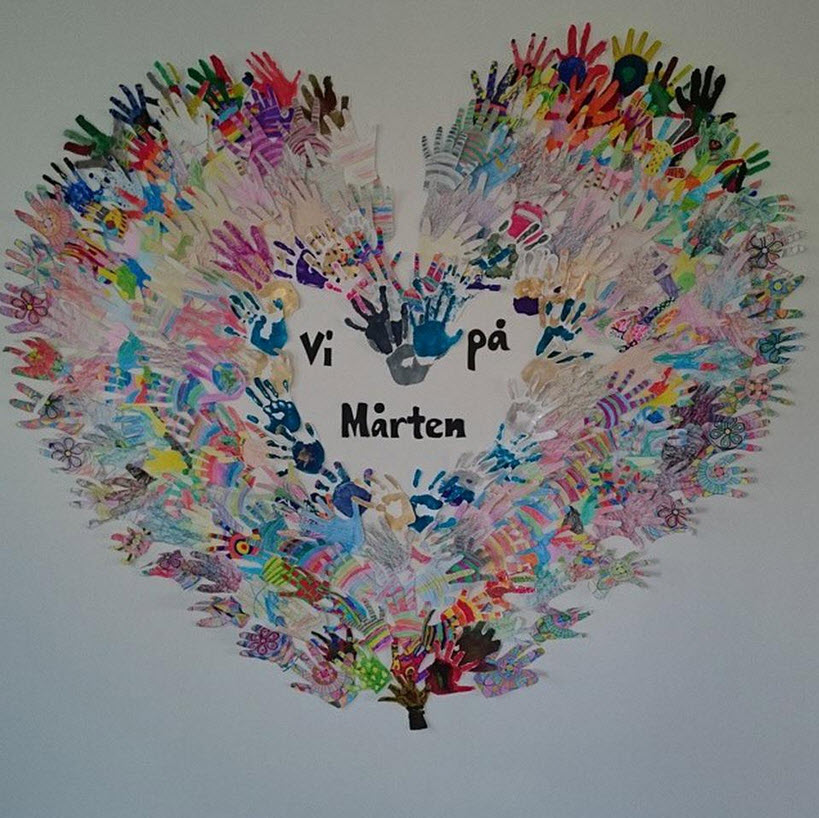
Alla händer på Mårtenskolan 2015
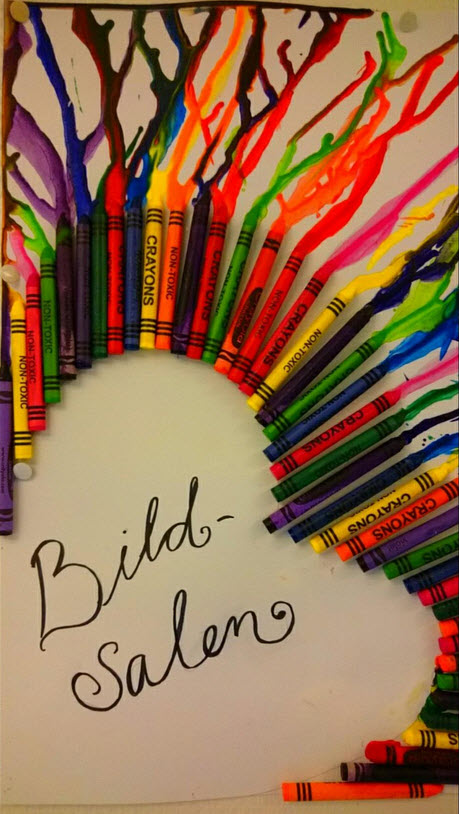
Bildsalen Mårtenskolan 2015
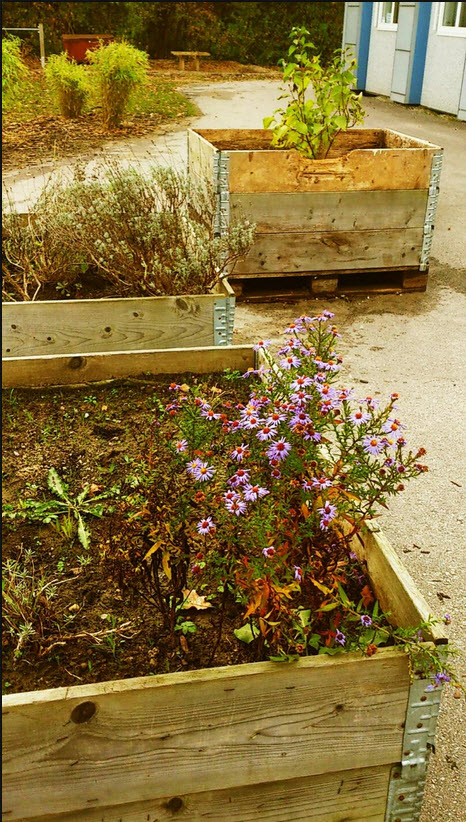
Blomsterlådor Mårtenskolan hösten 2014
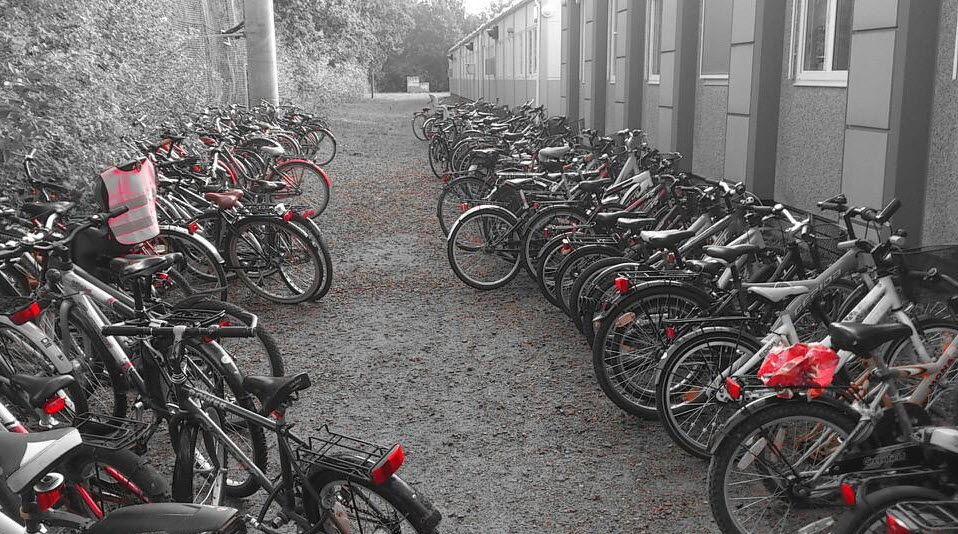
Cykelparkering Mårtenskolan 2015
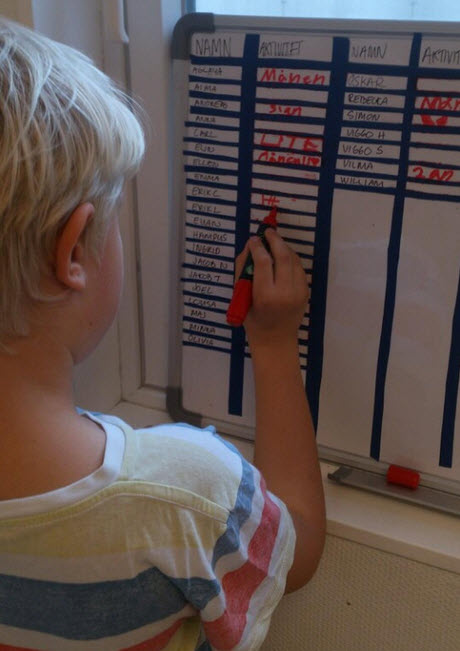
Sätta sitt namn var man är på fritis - Mårtenskolan 2015
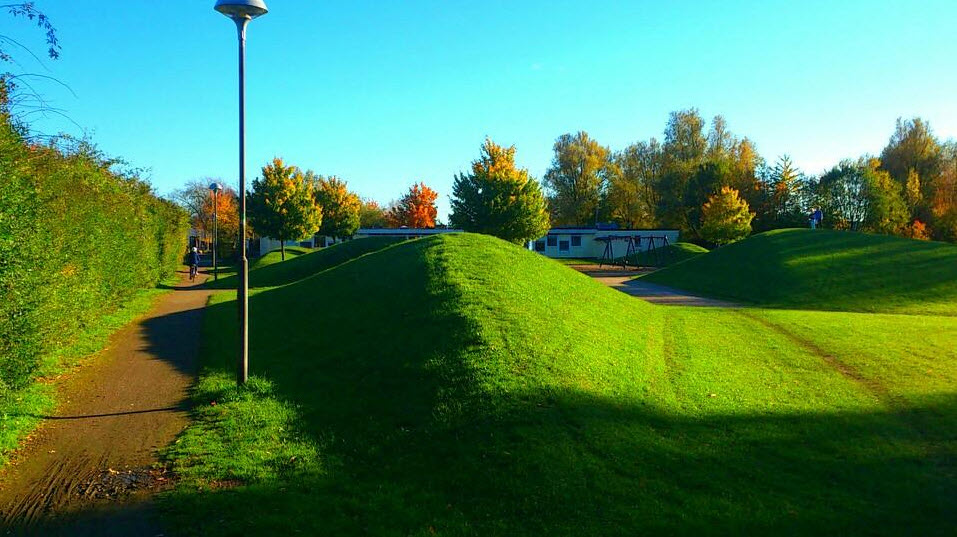
Gamla Mårtenskolan 2013
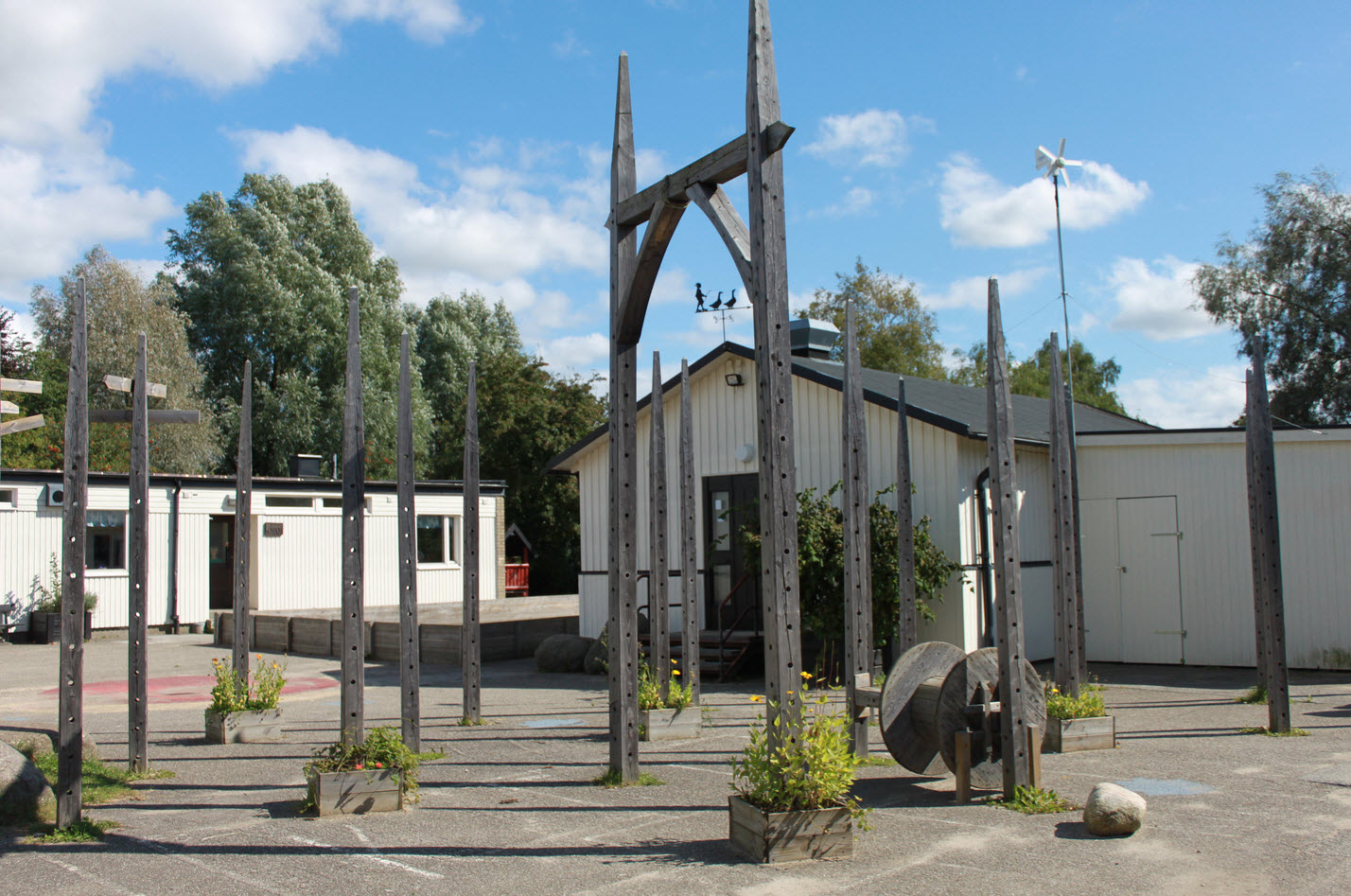
Gamla Mårtenskolan med stolpar och vindkraft 2013
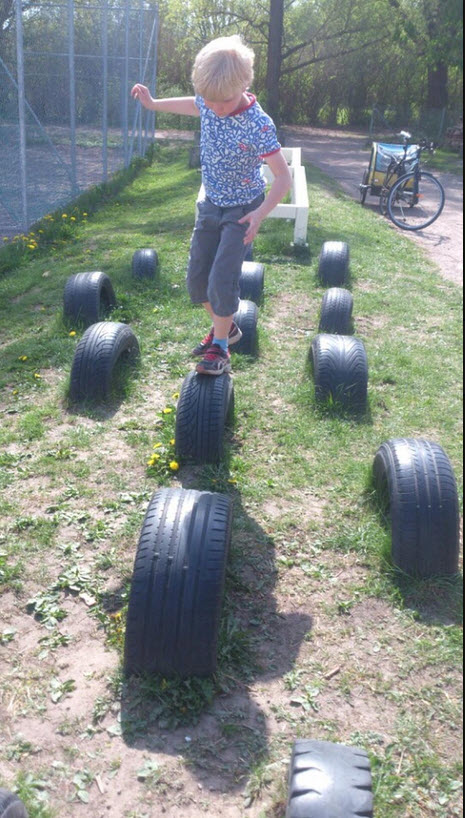
Gamla Mårtenskolan - nedgrävda däck 2013
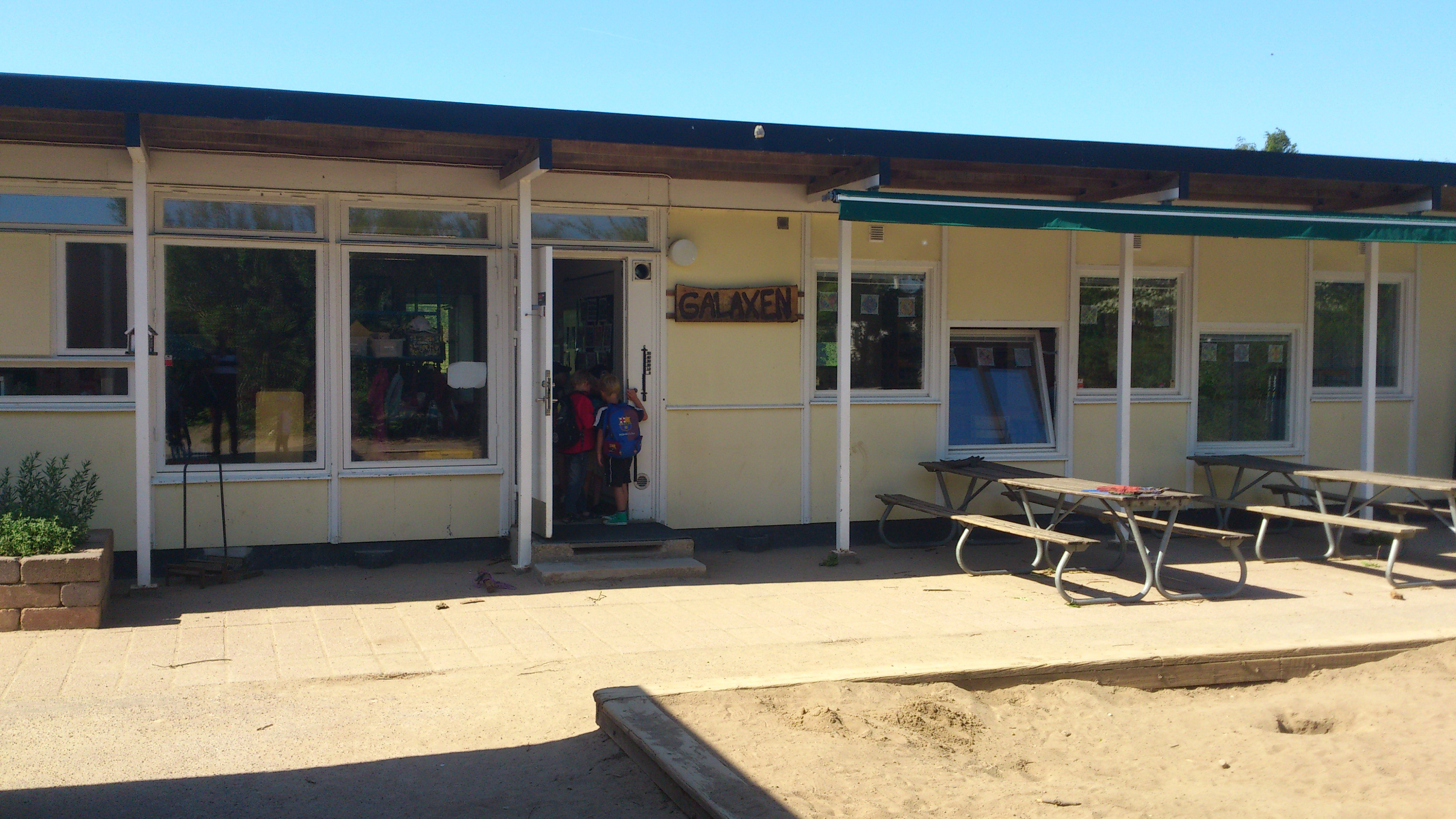
Gamla Mårtenskolan - Galaxen 2012
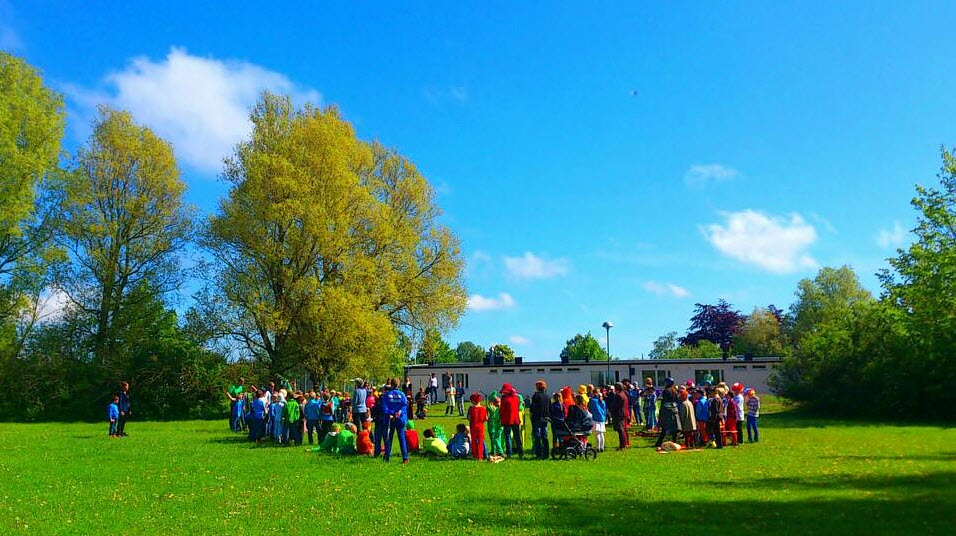
Gamla mårtensskolan - friluftsdag 2014